# Aeroportul Delingha
Aeroportul Delingha (IATA: HXD, ICAO: ZLDL) este un aeroport din Delingha⁠(d), Haixi Mongol and Tibetan Autonomous Prefecture⁠(d), Qinghai, Republica Populară Chineză ce deservește zona Delingha⁠(d). Aeroportul a fost tranzitat în 2022 de 11.992 de pasageri. A fost deschis în 16 iunie 2014.
Situat la o altitudine de 2.860 m, aeroportul dispune de o singură pistă.